# Malolo (isola)
Malolo è un'isola vulcanica situata nell'arcipelago delle Mamanuca appartenente alle Figi. Ha una superficie di circa 8 km².

## Geografia
L'isola è un importante centro turistico, grazie ad ingenti investimenti sono stati costruiti diversi resort di lusso. L'interno dell'isola è roccioso, i resort sono costruiti lungo la costa; sul lato orientale sorgono anche due piccoli villaggi: Yaro e Solevu. Le strutture sono facilmente raggiungibili grazie all'aeroporto situato nella vicina isola di Malolo Lailai.

## Storia
Nella mitologia figiana l'isola di Malolo era identificata come il luogo creato dagli dei per far riposare il sole. Questa credenza era dovuta al fatto che al momento del tramonto il sole sembrava adagiarsi proprio dietro al profilo dell'isola. Nella lingua figiana esiste un'espressione di uso comune ("Na siga e dromu i Malolo") che significa appunto "Malolo è il luogo dove il sole si riposa".
Nel 1840 l'isola fu visitata dalle navi della United States Exploring Expedition comandata da Charles Wilkes. Due dei membri dell'equipaggio furono uccisi dai nativi mentre erano in cerca di cibo, inoltre si scatenò una battaglia tra i marinai della spedizione americana e i locali che si concluse con l'uccisione di ottanta figiani e la distruzione di due villaggi.